# Walter Puchner
Walter Puchner (griechisch Βάλτερ Πούχνερ, * 1947 in Wien) ist ein österreichischer Theaterwissenschaftler und ordentlicher Professor für Theaterwissenschaft an der Universität Athen.

## Leben
Nach dem Studium der Theaterwissenschaften an der Universität Wien wurde Puchner 1972 in Wien bei dem Volkskundler und Kulturwissenschaftler Leopold Schmidt mit einer Dissertation zum neugriechischen Schattentheater Karagiozis promoviert.
1977 wurde er mit einer Schrift zu den Beziehungen griechischen Brauchtums zum Volkstheater wiederum in Wien habilitiert. Von 1978 bis 1989 lehrte Puchner als Professor am neugegründeten Institut für Theaterwissenschaften der Universität Kreta. Seit 1989 ist er Professor für Theatertheorie und Theatergeschichte an dem von ihm selbst begründeten Institut für Theaterwissenschaften (Τμήμα Θεατρικών Σπουδών) der Philosophischen Fakultät (Φιλοσοφική Σχολή) der Universität Athen. Daneben lehrte er dreißig Jahre lang Theatergeschichte am Institut für Theater-, Film- und Medienwissenschaft der Universität Wien und nahm zahlreiche Gastprofessuren an europäischen und US-amerikanischen Universitäten wahr.

## Ehrungen
Seit 1994 ist Puchner korrespondierendes Mitglied der philosophisch-historischen Klasse der Österreichischen Akademie der Wissenschaften und seit 2001 Träger des Österreichischen Ehrenkreuzes für Wissenschaft und Kunst. Darüber hinaus ist er Mitglied der Österreichischen Gesellschaft für Literatur. Im Mai 2024 wurde ihm der Europäische Märchenpreis zugesprochen.

## Forschungsschwerpunkte
Schwerpunkte der Forschungen Puchners sind die Theatergeschichte der Balkanhalbinsel und die vergleichende Volkskunde und Ethnographie des Mittelmeerraumes, insbesondere des byzantinischen, neuzeitlichen und modernen Griechenlands, sowie das Volksschauspiel. Frühe Studien widmete er dem nach seiner Hauptfigur Karagiozis benannten, aus türkischer Überlieferung stammenden Schattentheater und dem aus Italien stammenden und gleichfalls nach der komischen Hauptfigur Fasulis (Φασουλής) benannten Puppentheater. Über die theater- und kulturwissenschaftliche Analyse unterschiedlicher Dramenformen (Tragödie, Komödie, historisches Drama, religiöses Barockdrama, Jesuitendrama, Schuldrama), die Dramaturgie und das Theaterwesen hinaus beschäftigt sich Puchner mit der Antikenrezeption im Hinblick auf die Übernahme vorchristlicher Elemente in der christlichen Tradition (Akkommodation) wie im Hinblick auf die Theaterterminologie. Weitere Arbeiten hat er volkskundlichen Themen, dem Märchen und dem griechischen Volkslied gewidmet. Ein aktueller Schwerpunkt liegt auf der Dramen- und Theatertheorie.

## Schriften (Auswahl)
Monographien
- Das neugriechische Schattentheater Karagiozis. Institut für Byzantinistik und Neugriechische Philologie der Universität München, München 1975 (Miscellanea Byzantina Monacensia, Heft 21; = Dissertation Wien 1972).
  - Nachdruck: Hollitzer, Wien 2014 (Ottomania 4), ISBN 978-3-99012-152-8 (enthält ein Nachwort zur Neuauflage mit einer detaillierten Darstellung des aktuellen Forschungsstandes und einer Auswahlbibliographie 1972–2012).
- Brauchtumserscheinungen im griechischen Jahreslauf und ihre Beziehungen zum Volkstheater. Theaterwissenschaftlich-volkskundliche Querschnittstudien zur südbalkan-mediterranen Volkskultur. Österreichisches Museum für Volkskunde, Wien 1977 (Veröffentlichungen des Österreichischen Museums für Volkskunde, Bd. 18; = Habilitation Wien 1977).
- Fasulis. Griechisches Puppentheater italienischen Ursprungs aus der zweiten Hälfte des 19. Jahrhunderts. Deutsches Institut für Puppenspiel, Bochum; Puppen und Masken W. Nold, Frankfurt/M. 1978 (Puppenkundliche Quellen und Forschungen, Nr. 2), ISBN 3-88317-004-6.
- Studien zum Kulturkontext der liturgischen Szene. Lazarus und Judas als religiöse Volksfiguren in Bild und Brauch, Lied und Legende Südosteuropas. 2 Bände. Verlag der Österreichischen Akademie der Wissenschaften, Wien 1991, ISBN 3-7001-1813-9 (Denkschriften, Österreichische Akademie der Wissenschaften, Philosophisch-Historische Klasse, Bd. 216)
- Studien zum griechischen Märchen. Österreichisches Museum für Volkskunde, Wien 1992, ISBN 3-900359-52-0.
- Historisches Drama und gesellschaftskritische Komödie in den Ländern Südosteuropas im 19. Jahrhundert. Vom Theater des Nationalismus zum Nationaltheater. Lang, Frankfurt am Main / Berlin / Bern / New York / Paris / Wien 1994, ISBN 3-631-47316-8.
- Studien zum griechischen Volkslied. Österreichisches Museum für Volkskunde, Wien 1996, ISBN 3-900359-70-9 (Raabser Märchen-Reihe, Bd. 10). – Rezension von: Johannes Niehoff-Panagiotidis: Der Paradigmenwechsel in der neugriechischen Volksliedforschung. In: Zeitschrift für Volksliedforschung 4, 1999, S. 138–145; Weitere Rezension (PDF; 1,4 MB)
- Akkommodationsfragen. Einzelbeispiele zum paganen Hintergrund von Elementen der frühkirchlichen und mittelalterlichen Sakraltradition und Volksfrömmigkeit. tuduv, München 1997 (Kulturgeschichtliche Forschungen, Bd. 23), ISBN 3-88073-556-5
- Griechisches Schuldrama und religiöses Barocktheater im ägäischen Raum zur Zeit der Türkenherrschaft (1580–1750). Verlag der Österreichischen Akademie der Wissenschaften, Wien 1999, ISBN 3-7001-2798-7
- Beiträge zur Theaterwissenschaft Südosteuropas und des mediterranen Raums. Böhlau, Wien / Köln / Weimar, Bd. 1: 2006, ISBN 3-205-77505-8; Bd. 2: 2007, ISBN 978-3-205-77612-3
- Studien zur Volkskunde Südosteuropas und des mediterranen Raums. Böhlau, Wien / Köln / Weimar 2009, ISBN 978-3-205-78369-5
- Performanz und Imagination in der Oralkultur Südosteuropas. Böhlau, Wien / Köln / Weimar 2017, ISBN 978-3-205-20327-8, Auszüge online
- Greek Theatre between Antiquity and Independence. A History of Reinvention from the Third Century BC to 1830. Cambridge UP, Cambridge 2017, ISBN 978-1-107-05947-4
- Ausgewählte Studien zur Theaterwissenschaft Griechenlands und Südosteuropas. Hollitzer, Wien 2018 (= Ottomania 7, hrsg. v. Michael Hüttler), ISBN 978-3-99012-220-4.

Editionen und Anthologie
- (mit Manusos I. Manusakas): Die vergessene Braut. Bruchstücke einer unbekannten kretischen Komödie des 17. Jahrhunderts in den griechischen Märchenvarianten vom Typ AaTh 313c. Verlag der Österreichischen Akademie der Wissenschaften, Wien 1984 (Sitzungsberichte, Österreichische Akademie der Wissenschaften, Philosophisch-Historische Klasse, Bd. 436), ISBN 3-7001-0650-5.
- (Hrsg., mit Nikolaos M. Panagiotakis): Η Τραγέδια του Αγίου Δημητρίου. Panepistimiakes Ekdosis Kritis, Iraklion 2000, ISBN 960-524-083-1
- Ανθολογία Νεοελληνικής Δραματουργίας. Τόμος Α': Από την Κρητική Αναγέννηση ως την Επανάσταση του 1821. Τόμος Β': Από την Επανάσταση ως την Μικρασιατική Καταστροφή. Μορφωτικό ΄Ιδρυμα Εθνικής Τραπέζης, Athen 2006. – Rezension von Kyriaki Chrysomalli-Henrich, Günther Steffen Henrich. In: Byzantinische Zeitschrift 100, 2008, S. 889–894.

Artikel
- Prinzipien der Personenführung im griechischen Drama von 1590 bis 1750. In: Anzeiger der Philosophisch-Historischen Klasse der Österreichischen Akademie der Wissenschaften Jg. 118, 1981, S. 108–128.
- Το Βυζαντινό θέατρο. In: Ευρωπαϊκή Θεατρολογία. Athen 1984, 13-92.397-416.77-94.
- Europäische Ödipusüberlieferung und griechisches Schicksalsmärchen. In: Wolfdietrich Siegmund (Hrsg.): Antiker Mythos in unseren Märchen (EMG-Schriftenreihe, Bd. 6), Röth, Kassel 1984, ISBN 3-87680-335-7
- Zum „Theater“ in Byzanz. Eine Zwischenbilanz. In: Günter Prinzing, Hans-Georg Beck, Dieter Simon (Hrsg.): Fest und Alltag in Byzanz. C. H. Beck, München 1990, ISBN 3-406-34326-0, S. 11–16, Google Books
- Theaterwissenschaftliche und andere Anmerkungen zum „Christus patiens“. In: Anzeiger der Österreichischen Akademie der Wissenschaften, Philosophisch-historische Klasse 129, 1992, S. 93–143.
- Θεατρολογικές παρατηρήσεις σε βυζαντινούς ιστοριογράφους. Η περίπτωση του Μιχαήλ Ψελλού. In: Επιστημονική Επετηρίδα της Φιλοσοφικής Σχολής του Πανεπιστημίου Αθηνών 31, 1996–1997, S. 283–329.
- Acting in the Byzantine theatre. Evidence and Problems. In: Patricia E. Easterling, Edith Hall (Hrsg.): Greek and Roman actors. Aspects of an ancient profession. Cambridge University Press, Cambridge 2002, ISBN 0-521-65140-9, S. 304–324, Google Books
- Forms and functions of the historical tragedy and the patriotic drama in South Eastern Europe in the era of national awakening. In: Neohelicon 31, 2004, S. 135–139
- Zur Geschichte der antiken Theaterterminologie im nachantiken Griechisch. In: Wiener Studien 119, 2006, S. 77–113
- Early Modern Greek Drama: From Page to Stage. In: Journal of Modern Greek Studies 25, 2007, S. 243–266
- European Drama and Theatre in Seventeenth-Century Istanbul. In: Michael Hüttler, Hans Ernst Weidinger (Hrsg.): Ottoman Empire and European Theatre. Vol. I: The Age of Mozart and Selim III (1756–1808). Hollitzer, Wien 2013 (Ottomania, Bd. 1), ISBN 978-3-99012-065-1, S. 223–234
- Karagöz and the History of Ottoman Shadow Theatre in the Balkans from the Seventeenth to the Twentieth Centuries: Diffusion, Functions and Assimilations. In: Michael Hüttler, Hans Ernst Weidinger (Hrsg.): Ottoman Empire and European Theatre. Vol. II: The Time of Joseph Haydn. From Sultan Mahmud I to Mahmud II (r.1730–1839). Hollitzer, Wien 2014 (Ottomania, Bd. 3), ISBN 978-3-99012-068-2, S. 157–194